# САЭТ-50М
САЭТ-50М — электрическая самонаводящаяся акустическая торпеда для поражения надводных кораблей и судов.
Торпеды состоят на вооружении надводных кораблей, подводных лодок и морской авиации. В ВМФ СССР торпеды классифицируют в зависимости от заряда БЧ — ядерная или обычная, по виду энергосиловой установки — парогазовая (тепловая), электрическая или реактивная и по масс-габаритным характеристикам обычные или малогабаритные.

## История проектирования
Торпеда САЭТ-50 создавалась в НИИ-400 (ныне — ЦНИИ «Гидроприбор») начиная с 1945 года под руководством конструктора Н. Н. Шамарина. Прибор самонаведения копировался с германской самонаводящейся торпеды Т-5 «Цаункёниг» (1943 год), а в качестве носителя была выбрана отечественная электрическая торпеда ЭТ-80 (1942 год).
В 1950 году торпеда САЭТ-50 поступила на вооружение ВМФ СССР, а в 1955 году она была модернизирована получив название САЭТ-50М и успешно использовалась подводными лодками.

## Конструкция
Торпеда САЭТ-50М выполнялась из листовой стали и имела сигарообразную форму разделённую на 4 основных отсека:
1. Боевое зарядное отделение;
2. Аккумуляторное отделение;
3. Кормовая часть;
4. Хвостовая часть.

В боевом зарядном отделении находились пассивная акустическая система самонаведения торпеды, неконтактный магнитный взрыватель, запальные приспособления и взрывчатое вещество.
В аккумуляторном отделении помещалась свинцово-кислотная аккумуляторная батарея из элементов БАМ-3.
В кормовой части имелась силовая установка и механизмы, управляющие движением торпеды.
В хвостовой части располагались гребные винты и четыре пера с вертикальными и горизонтальными рулями для управления торпедой по направлению и глубине.

## Принцип работы
Перед выстрелом торпеды торпедист устанавливал заданные направление и глубину хода торпеды. После выхода торпеды из торпедного аппарата и запуска электродвигателя постоянного тока, который подключался к винтам напрямую без использования редуктора, торпеда развивала начальную скорость 23 узла (САЭТ-50), устремляясь в направлении цели. В конструкцию модернизированной торпеды САЭТ-50М была введена система обесшумливания, позволившая сохранить чувствительность аппаратуры самонаведения с одновременным увеличением скорости торпеды до 29 узлов. Во время движения электрическая торпеда устойчиво держалась на курсе и не оставляла видимого следа, чем обеспечивала скрытность атаки. Если торпеда по какой-либо причине начинала уклоняться от заданного направления, то гироскоп действуя на золотник рулевой машинки перекладывал вертикальные рули направляя торпеду по заданному курсу. Если торпеда начинала уклоняться от заданной глубины, то изменившееся давление наружной воды действуя на диск передавала соответствующее усилие золотнику рулевой машинки, которая перекладывала горизонтальные рули и возвращала торпеду на заданную глубину хода. При выходе торпеды в зону действия аппаратуры самонаведения, её пассивная гидроакустическая система принимала звуковые импульсы винтов корабля-цели и, преобразуя их в электрические сигналы, управляла рулями, обеспечивая выход торпеды в район винтов с дальнейшим пересечением района миделя корабля-цели. Как только торпеда входила в зону действия неконтактного магнитного взрывателя, происходило замыкание цепи запала и воспламенение взрывчатого вещества, вызывая взрыв заряда БЧ на расстоянии 4-5 метров от днища поражаемой цели.